# Lanmérin
Lanmérin (bretonisch: Lanvilin) ist eine französische Gemeinde mit 573 Einwohnern (Stand: 1. Januar 2022) im Département Côtes-d’Armor in der Region Bretagne. Sie ist Teil des Arrondissements Lannion und des Kantons Tréguier. Die Bewohner bezeichnen sich selbst als Lanmérinois(e).

## Geografie
Lanmérin liegt rund 8 Kilometer östlich von Lannion. Zur Gemeinde gehören nebst dem Dorf Lanmérin noch zahlreiche Streusiedlungen und Einzelgehöfte innerhalb der Gemeinde. Die südliche und östliche Gemeindegrenze führt streckenweise dem Fluss Guindy entlang. Ein weiteres Gewässer ist der Bach Ruisseau de Kernélégan, der teilweise die nördliche Gemeindegrenze markiert.

### Nachbargemeinden
Die Gemeinde zählt insgesamt fünf benachbarte Gemeinden, nämlich Coatréven, Langoat, Quemperven, Rospez und Trézény.
| Rospez | Trézény                                     | Coatréven  |
| Rospez | Kompassrose, die auf Nachbargemeinden zeigt | Langoat    |
| Rospez | Quemperven                                  | Quemperven |

## Geschichte
Funde belegen eine menschliche Anwesenheit bereits seit der Jungsteinzeit. Durch die heutige Gemeinde führte eine Römerstraße. Um 1050 wird eine Kirche in Lanmern erwähnt. Im Zweiten Weltkrieg versteckten sich Partisanen in der Mühle von Guinavo. Diese wurde von der Wehrmacht angezündet und brannte vollständig ab.

## Bevölkerungsentwicklung
| 1793 | 1800 | 1806 | 1821 | 1831 | 1836 | 1841 | 1846 | 1851 | 1856 | 1861 | 1866 | 1872 | 1876 | 1881 | 1886 | 1891 | 1896 |
| ---- | ---- | ---- | ---- | ---- | ---- | ---- | ---- | ---- | ---- | ---- | ---- | ---- | ---- | ---- | ---- | ---- | ---- |
| 487  | 477  | 526  | 541  | 528  | 579  | 586  | 628  | 566  | 544  | 556  | 580  | 604  | 589  | 569  | 570  | 507  | 475  |

| 1901 | 1906 | 1911 | 1921 | 1926 | 1931 | 1936 | 1946 | 1954 | 1962 | 1968 | 1975 | 1982 | 1990 | 1999 | 2008 | 2013 |
| ---- | ---- | ---- | ---- | ---- | ---- | ---- | ---- | ---- | ---- | ---- | ---- | ---- | ---- | ---- | ---- | ---- |
| 464  | 438  | 436  | 351  | 368  | 328  | 324  | 308  | 291  | 295  | 261  | 245  | 286  | 328  | 331  | 478  | 547  |

## Sehenswürdigkeiten
- Herrenhaus von La Salle (Bauzeit unbekannt; restauriert 1673)
- Dorfkirche Saint-Mérin aus dem 17./18. Jahrhundert
- Kapelle Saint-Jérôme aus dem Jahr 1535; mit Kreuz
- kleine Römerbrücke über den Guindy
- ehemaliges Pfarrhaus aus dem 17.–19. Jahrhundert
- Kreuz am Dorfausgang aus dem 17. Jahrhundert
- Mühlen von Guernalégan, La Salle und Rumolin

Quelle: